# Позорная стена (Германия)

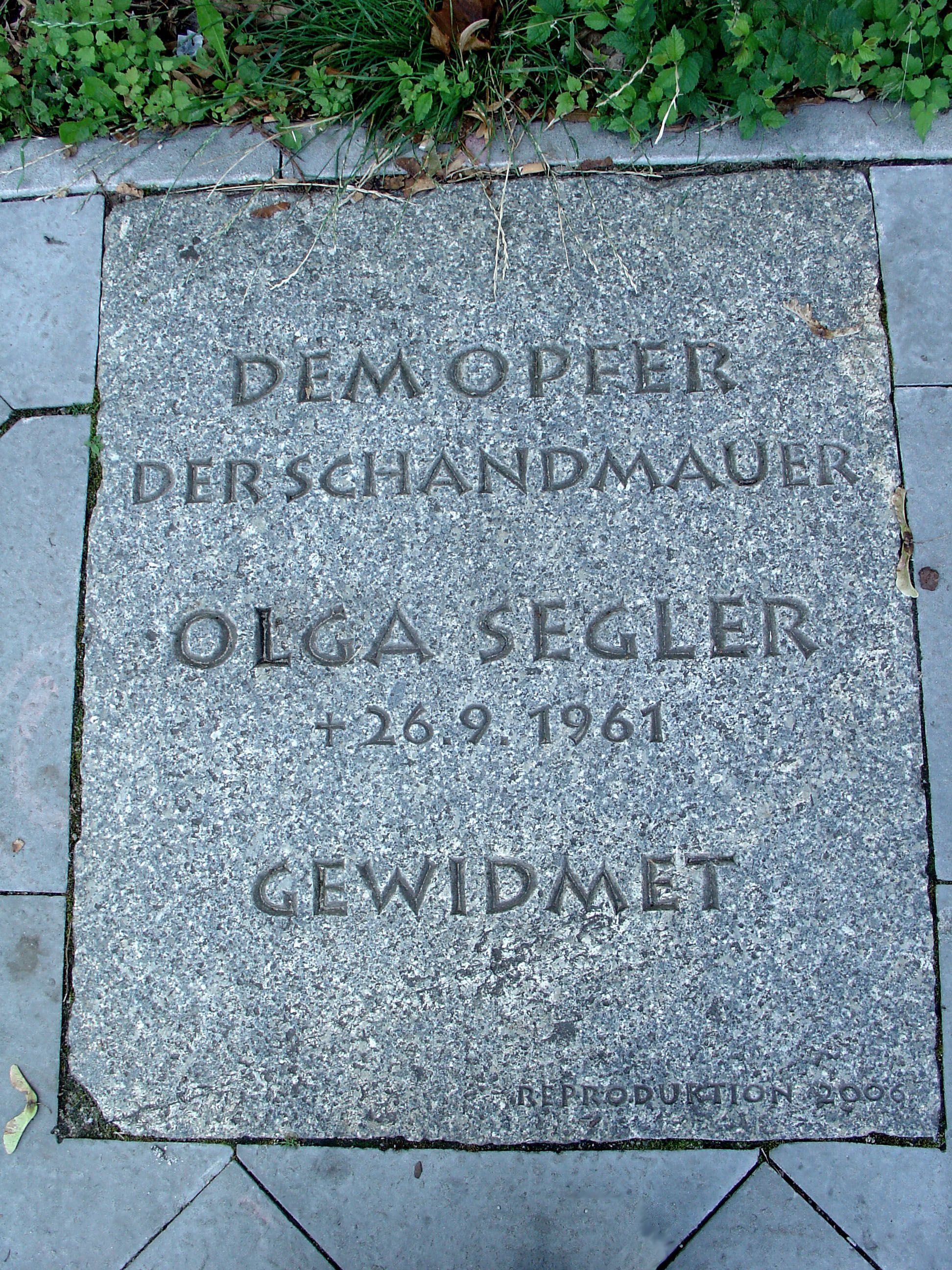
Мемориальная доска на Бернауэр-штрассе: «Посвящается жертве Позорной стены Ольге Зеглер»

«Позорная стена» («Стена позора», нем. Schandmauer) — дисфемизм, до конца 1960-х годов официально употреблявшийся Сенатом Западного Берлина в отношении построенной в 1961 году Берлинской стены. Впервые прозвучал из уст Вилли Брандта.
Выражение отражало негативное отношение Запада к ситуации, сложившейся вокруг границы Западного Берлина, и стало ответом на официальное название «Антифашистский оборонительный вал», использовавшееся в ГДР. Дорожные указатели тупиков в Западном Берлине часто снабжались дополнительной табличкой «вследствие Позорной стены». Выражение также использовалось на мемориальных плитах жертвам Берлинской стены.
С началом политики разрядки в начале 1970-х годов выражение «Позорная стена» было изъято из официального употребления на Западе, чтобы не мешать процессу сближения двух германских государств.